# Anne Geneviève de Bourbon-Condé

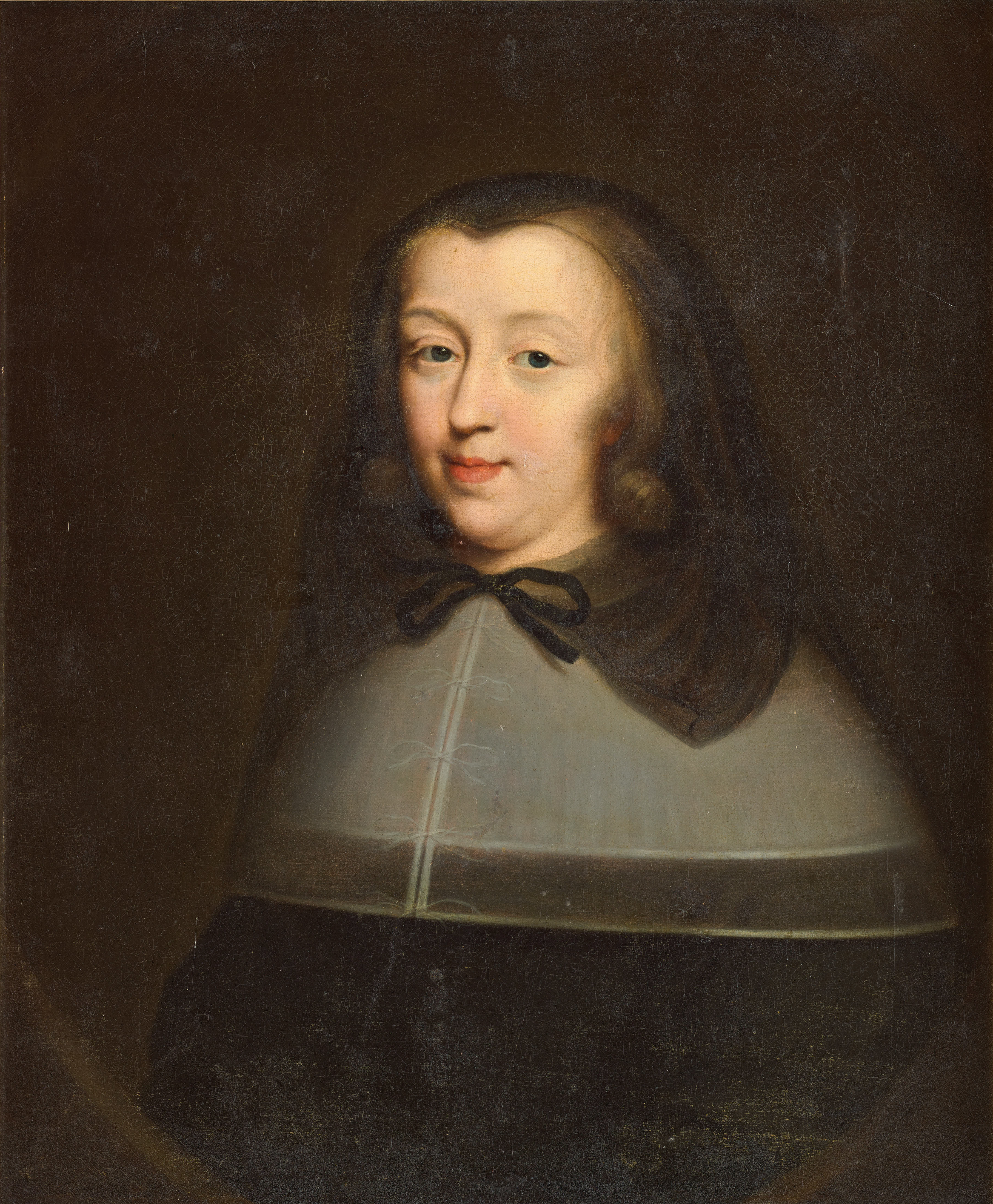
Anne Geneviève de Condé, Herzogin von Longueville

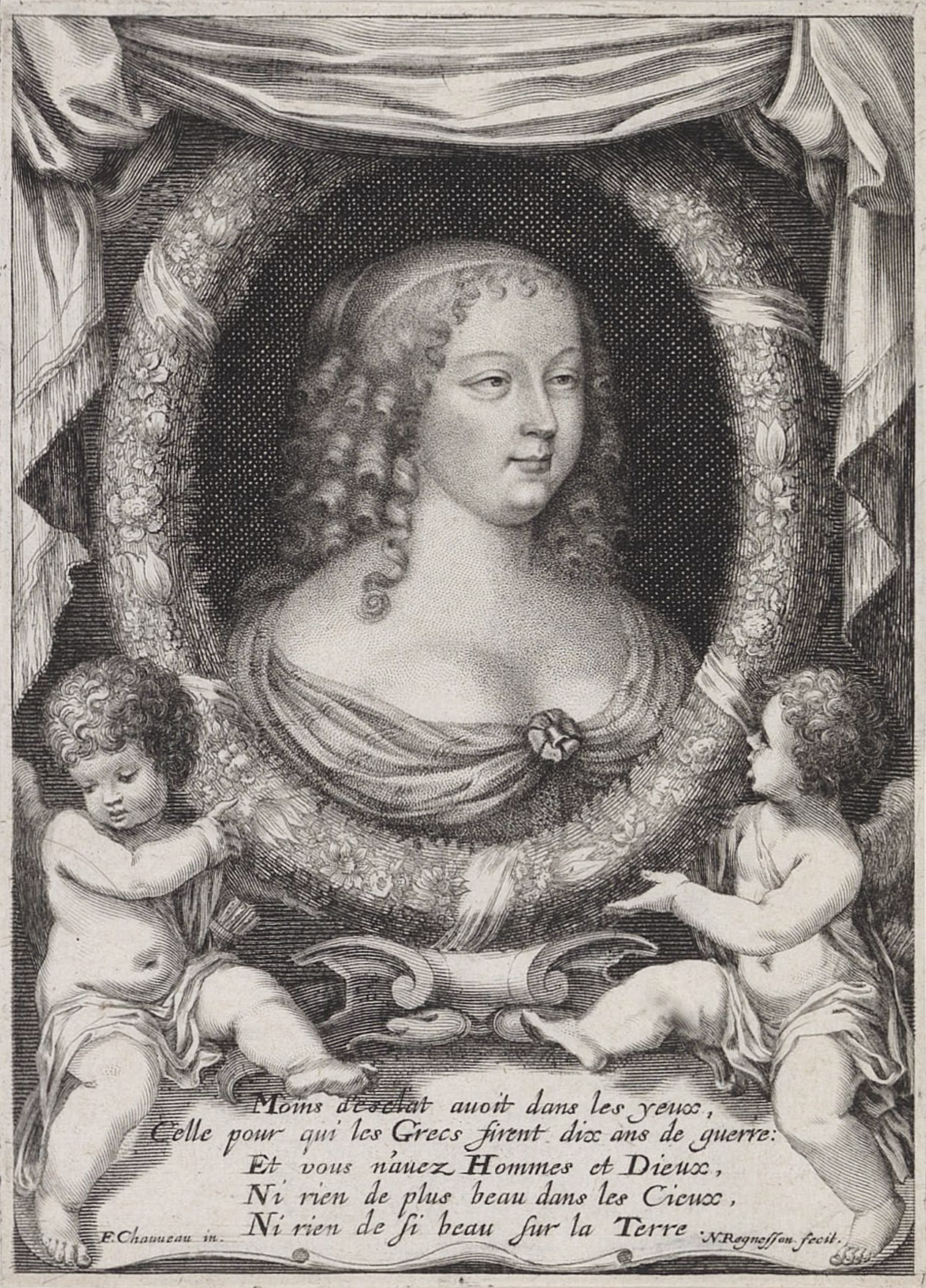
Anne Geneviève de Condé, Herzogin von Longueville

Anne Geneviève de Bourbon-Condé (* 27. August 1619 in Vincennes; † 15. April 1679 in Paris) war Tochter von Henri II. de Bourbon, prince de Condé, und dessen Frau Charlotte-Marguerite de Montmorency und wurde durch ihre Heirat mit Henri II. d’Orléans-Longueville zur Herzogin von Longueville.

## Leben
Anne Geneviève wurde in Gefangenschaft (im Staatsgefängnis im Donjon von Vincennes) geboren, in der ihre Eltern wegen der Opposition zu Concini geraten waren. Als junges Mädchen war sie viel umworben und bereits früh in politische Affären verwickelt. Seit 1642 war sie mit Heinrich II. Herzog von Longueville und Fürst von Neufchâtel (1595–1663) aus dem Haus Orléans-Longueville vermählt, verliebte sich aber 1646 in den Herzog von La Rochefoucauld, dessen Intellekt und künstlerische Ader sie schätzte. Er nutzte diese Beziehung, um Einfluss auf Anne Genevièves Bruder, den Großen Condé zu gewinnen.
Sie spielte eine erhebliche Rolle in der ersten, vor allem aber der zweiten Fronde. Nach Ungnade und Verbannung vom Hof sowie dem Tod ihres geliebten Sohns Charles Paris wendete sie sich dem Jansenismus zu.
Anne Geneviève war berühmt für ihre Schönheit.
Sie überlebte ihren Gatten um 16 Jahre. Sie starb im Jahr 1679 im Alter von 60 Jahren in Paris und wurde dort in dem „Carmel de l’Incarnation“ genannten Karmelitinnenkloster beigesetzt, in dem sie ihre letzten Jahre verbracht hatte (heute Nr. 284 rue Saint-Jacques, 5. Arrondissement). Das Kloster wurde während der Französischen Revolution geschlossen und das Klostergelände parzelliert.

## Nachkommen und Familie
Aus ihrer Ehe mit dem Herzog von Longueville gingen die Söhne
- Jean Louis (1646–1694) und
- Charles Paris (1649–1672)

hervor. Der tatsächliche Vater von Charles Paris war La Rochefoucauld, das Kind wurde allerdings vom Ehemann der Mutter anerkannt.
Nachdem er als Abbé d’Orléans Jesuit geworden war, trat Jean Louis, der ältere der beiden Brüder, der 1663 die Nachfolge seines Vaters als neunter Herzog von Longueville etc. angetreten hatte, 1668 wieder zurück, sodass Anne Genevièves außerehelicher Sohn Charles Paris der zehnte Herzog wurde. Durch seinen Tod in einer Schlacht 1673 fiel der Titel jedoch wieder an seinen älteren Bruder Jean-Louis zurück, mit dessen Tod im Jahr 1694 das Haus Orléans-Longueville in männlicher Linie erlosch.